# Linosa
Linosa (sicilsky Linusa) je ostrov patřící k Pelagickým ostrovům v Sicilském průlivu ve Středozemním moři. Administrativně je součástí komuny Lampedusa e Linosa v provincii Agrigento, která patří Sicílii v Itálii. Má 450 obyvatel a rozlohu 5,45 km². Je sopečného původu a povrch je pokrytý krátery, z nichž je nejvyšší (195 m) Monte Vulcano. Pobřeží je asi 11 km dlouhé. Ve vzdálenosti 43 km jižně se nachází ostrov Lampedusa, 119 km východně ostrov Gozo, 121 km severozápadně ostrov Pantelleria, 163 km severně Sicílie a 165 km západně mys Mahdia v Tunisku.

## Historie
O ostrově se poprvé zmiňuje Strabón a později Plinius starší v encyklopedii Historia naturalis pod názvem Aethusa nebo Algusa. Během punských válek využívali Římané ostrov jako základnu. Z tohoto období pochází asi 150 doposud dochovaných nádrží na dešťovou vodu. Po kartaginském a římském osídlení ostrov kontrolovali Saracéni, Normané a další. Pak zůstal ostrov neobydlen a sloužil spíše jako pirátský přístav. Když se v 16. století císař Karel V. vracel z Tuniska po vítězství nad Turky, přepadla je bouře a na Linose ztroskotalo několik jeho lodí.
Ostrov se rozhodl kolonizovat král obojí Sicílie Ferdinand II. Prvních 30 osadníků, převážně řemeslníků z ostrovů Ustica, Pantelleria a z provincie Agrigento, připlulo 25. dubna 1845. Během druhé světové války se místní malá italská posádka vzdala 13. června 1943 Britům. V roce 1963 zde byla instalována první telefonní ústředna, 1967 byla vybudována elektrárna. Roku 1983 bylo vybudováno odsolovací zařízení pro zajištění pitné vody. Ekonomika se opírá o rybolov, zemědělství a rostoucí cestovní ruch.

## Fotogalerie

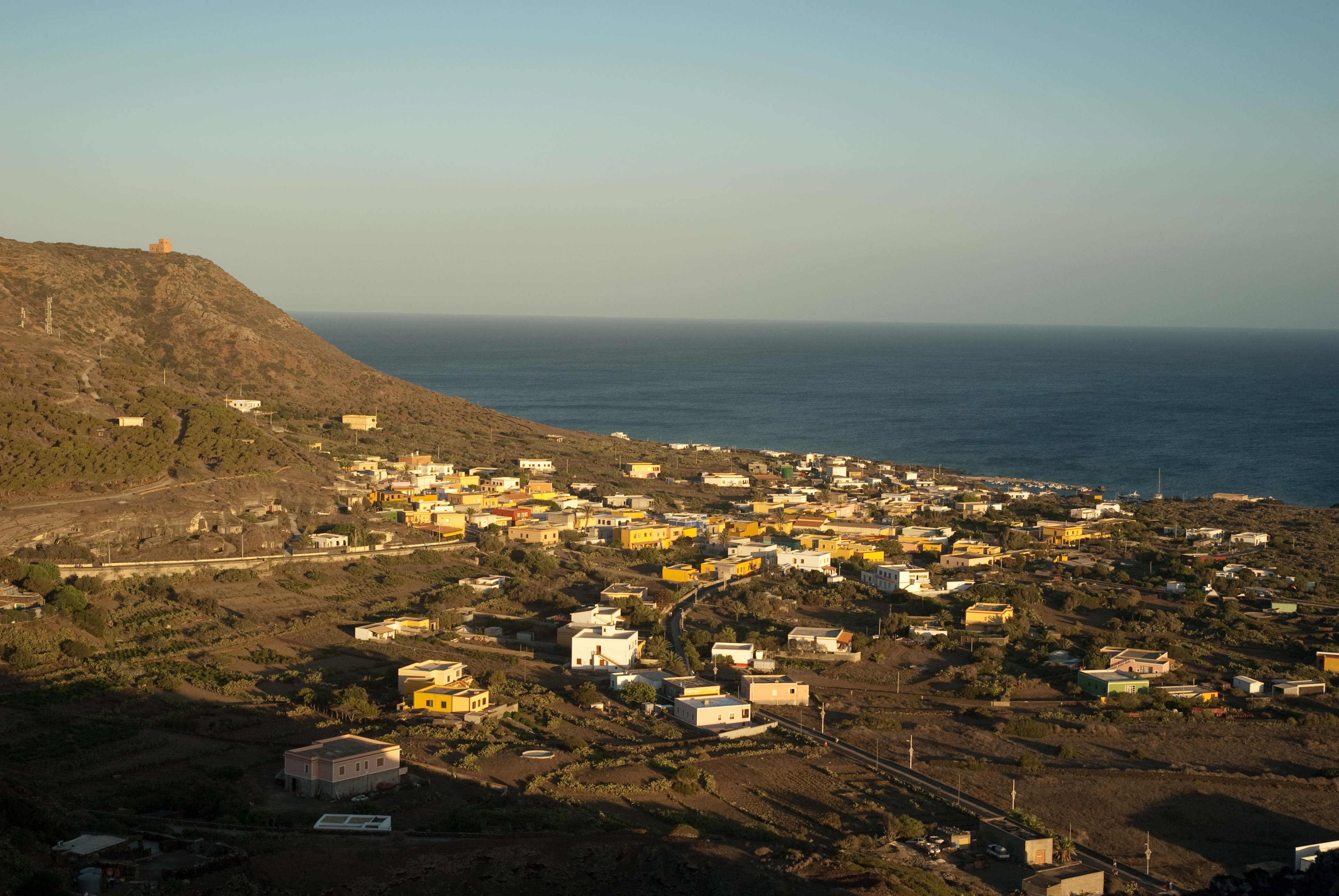
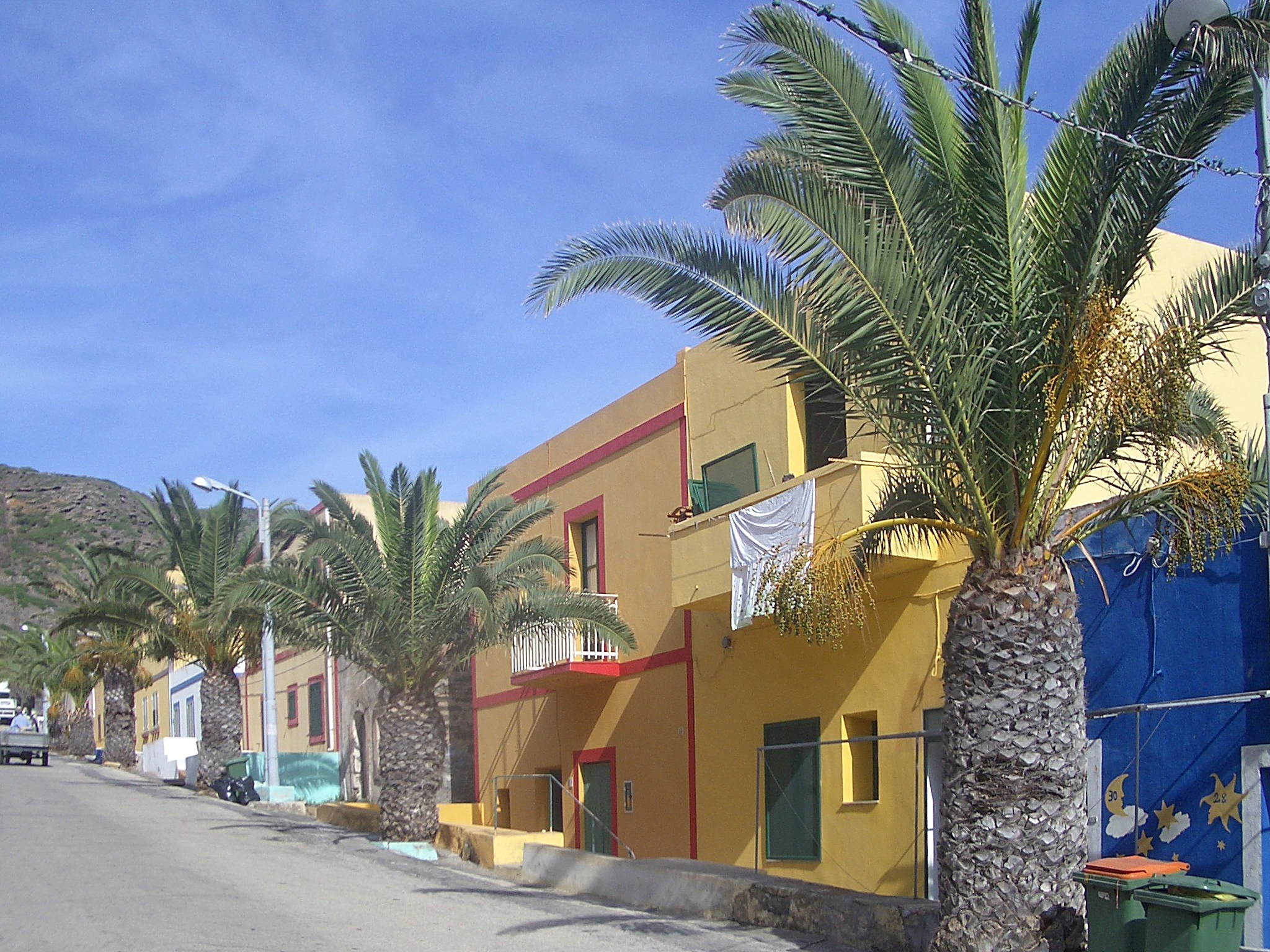
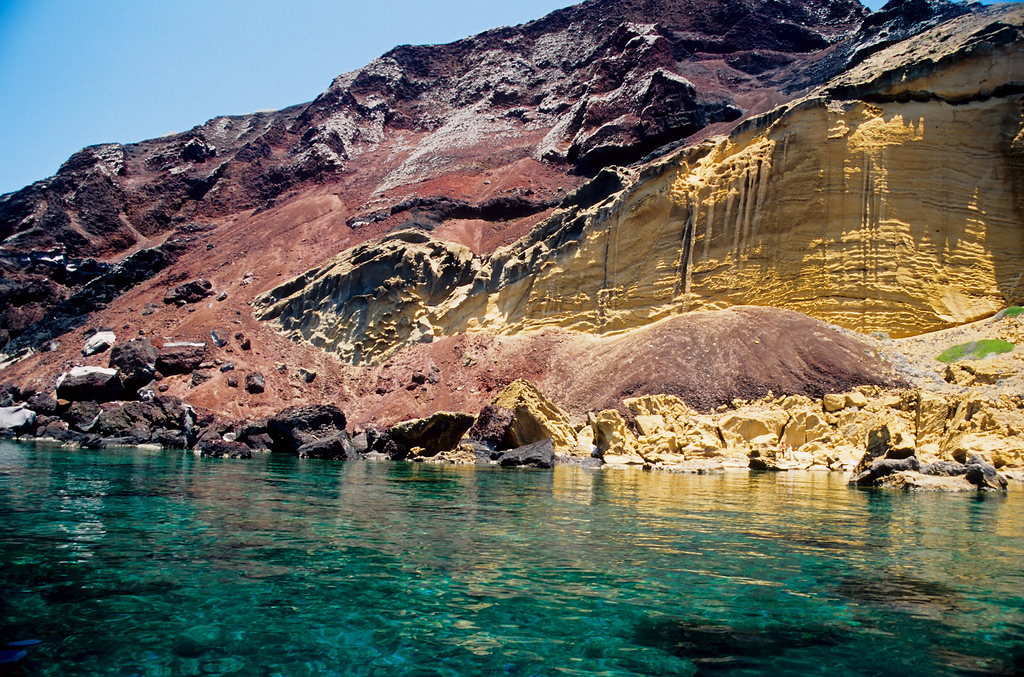